# Элгар, Сибил
Сибил Элгар (англ. Sybil Lillian Elgar; 10 июня 1914 — 8 января 2007) — британский педагог, первая в Великобритании специалистка по воспитанию детей, страдающих аутизмом.

## Биография
Сибил Лиллиан родилась 10 июня 1914 года в Вилздене, северо-западный Лондон (англ. Willesden, north-west London) в семье шофёра и фабричной работницы. Работала секретаршей в школе, заочно получила диплом по педагогике Монтессори.
Была замужем, муж Джек умер в 1994 году.
В 1958 году во время обучения педагогике Монтессори Сибил побывала в отделении лондонской психиатрической больницы, где содержались дети-аутисты, и была потрясена состоянием беспомощности юных пациентов. В 1960 году после повторного посещения этой больницы она открыла в своём доме маленькую школу для детей-аутистов. Занимаясь с каждым ребёнком индивидуально, Сибил первой в мире показала, что возможно добиться существенного прогресса в лечении аутизма.
В 1962 году Элгар выступила инициатором создания Общества помощи детям-аутистам Северного Лондона (ныне Национальное аутистическое общество (англ. National Autistic Society), объединяющее[когда?] около 18 тысяч членов).
В 1964 году Элгар и Общество помощи детям-аутистам открыли в лондонском районе Илинг первую в мире специализированную школу-интернат для детей-аутистов..
В 1974 году по инициативе Элгар в Великобритании был открыт первый в мире специализированный интернат для взрослых аутистов «Somerset Court».
В 1975 году Сибил Элгар была удостоена Ордена Британской империи.
Сибил Лиллиан Элгар умерла в возрасте 92 лет 8 января 2007 года.